# 108097 Satcher
108097 Satcher este o planetă minoră (asteroid) din centura de asteroizi. A fost descoperită pe 26 martie 2001 la Observatorul Național Kitt Peak de Marc Buie⁠(d). 
Obiectul prezintă o orbită caracterizată de o semiaxă mare de 2,7708340713347 UAi, o excentricitate de 0,15606341775626, o înclinație de 5,4490530170666 ° în raport cu ecliptica.